# سالسومادجوري تيرمي
سالسومادجوري تيرمي (بالإيطالية: Salsomaggiore Terme)‏ هي بلدة في مقاطعة بارما عدد سكانها 19.937 نسمة . اشتهرت بالسياحة، خصوصاً المياه الحرارية . مشهورة معروفة من قبل السلتيك (Celtic) والرومان القدماء، ولكن هذه المياه اكتشفت كعلاج فقط في 1839 من قبل الطبيب لورنزو بيزيري Berzieri . في هذة البلدة توجد مدارس إدارة فنادق عريقة . البلدة تقع بين تلال بارما، وترتبط مع مدينة Fidenza عن طريق مسار للسكة الحديدية.
المدينة تشتهر بأعمال المعماري /الرسام / النحات الليبرتي(Liberty)تشيني غاليليو ، واحد من أهم المباني حمامات بيزيري وقاعات قصر المؤتمرات (Palazzo dei congressi).
ومن بين الأحداث الشهيرة التي تستضيفها سالسومادجوره، مسابقة ملكة جمال إيطاليا، والتي حتى الآن استضافت 39 دورة.

## المناخ
يظهر الجدول التالي التغييرات المناخية على مدار السنة لسالسومادجوري تيرمي:
| البيانات المناخية لـسالسومادجوري تيرمي | البيانات المناخية لـسالسومادجوري تيرمي | البيانات المناخية لـسالسومادجوري تيرمي | البيانات المناخية لـسالسومادجوري تيرمي | البيانات المناخية لـسالسومادجوري تيرمي | البيانات المناخية لـسالسومادجوري تيرمي | البيانات المناخية لـسالسومادجوري تيرمي | البيانات المناخية لـسالسومادجوري تيرمي | البيانات المناخية لـسالسومادجوري تيرمي | البيانات المناخية لـسالسومادجوري تيرمي | البيانات المناخية لـسالسومادجوري تيرمي | البيانات المناخية لـسالسومادجوري تيرمي | البيانات المناخية لـسالسومادجوري تيرمي | البيانات المناخية لـسالسومادجوري تيرمي |
| الشهر                                  | يناير                                  | فبراير                                 | مارس                                   | أبريل                                  | مايو                                   | يونيو                                  | يوليو                                  | أغسطس                                  | سبتمبر                                 | أكتوبر                                 | نوفمبر                                 | ديسمبر                                 | المعدل السنوي                          |
| -------------------------------------- | -------------------------------------- | -------------------------------------- | -------------------------------------- | -------------------------------------- | -------------------------------------- | -------------------------------------- | -------------------------------------- | -------------------------------------- | -------------------------------------- | -------------------------------------- | -------------------------------------- | -------------------------------------- | -------------------------------------- |
| متوسط درجة الحرارة الكبرى °م (°ف)      | 4.4 (39.9)                             | 7.6 (45.7)                             | 12.3 (54.1)                            | 17.3 (63.1)                            | 21.6 (70.9)                            | 26 (79)                                | 28.9 (84.0)                            | 27.7 (81.9)                            | 23.8 (74.8)                            | 17 (63)                                | 10.9 (51.6)                            | 5.3 (41.5)                             | 16.9 (62.5)                            |
| المتوسط اليومي °م (°ف)                 | 1.3 (34.3)                             | 3.6 (38.5)                             | 7.7 (45.9)                             | 12.2 (54.0)                            | 16.4 (61.5)                            | 20.3 (68.5)                            | 23.1 (73.6)                            | 22.2 (72.0)                            | 18.8 (65.8)                            | 13 (55)                                | 7.6 (45.7)                             | 2.7 (36.9)                             | 12.4 (54.3)                            |
| متوسط درجة الحرارة الصغرى °م (°ف)      | −1.7 (28.9)                            | −0.3 (31.5)                            | 3.2 (37.8)                             | 7.1 (44.8)                             | 11.2 (52.2)                            | 14.7 (58.5)                            | 17.3 (63.1)                            | 16.7 (62.1)                            | 13.8 (56.8)                            | 9.1 (48.4)                             | 4.3 (39.7)                             | 0.1 (32.2)                             | 8.0 (46.3)                             |
| المصدر: CLIMATE-DATA.ORG               |                                        |                                        |                                        |                                        |                                        |                                        |                                        |                                        |                                        |                                        |                                        |                                        |                                        |

## السكان
في سنة 1861 بلغ عدد السكان 5٬145 نسمة، وتطور العدد ليصل في سنة 2011 لـ 19٬505 نسمة.
يظهر هذا المخطط البياني تطور النمو السكاني لـ سالسومادجوري تيرمي

## توأمة
لسالسومادجوري تيرمي اتفاقيات توأمة مع كل من:
- Luxeuil-les-Bains [الإنجليزية]‏
- حمام الأنف
- يالطا
- إيكس ليبان
- كيوترو

## أعلام
- نيكولا بيرتي